# パピヨン通り
パピヨン通り（、ローマ字表記: Papillon Dōri）は、福岡県福岡市博多区の千鳥橋交差点から妙見交差点までを結ぶ、市道千代粕屋線・福岡県道21号福岡直方線・福岡県道607号福岡篠栗線に付けられた福岡市道路愛称。福岡市と粕屋・筑豊方面を結ぶ。
かつて路面電車の西鉄福岡市内線が走っており、現在では片側2車線の幹線道路となっている。
沿線にはパピヨン24やパピヨンプラザ（現・ブランチ博多パピヨンガーデン）があり、愛称はこれらに由来している。

## 路線概要
- 全長 - 1.3km
- 幅員 - 25m

## 周辺
- 福岡市立千代中学校
- 千代県庁口駅
- 福岡市民体育館
- 福岡市立千代小学校
- 福岡県庁
- 福岡県警察本部
- 東公園
- パピヨン24
- ホテルレガロ福岡
- ブランチ博多パピヨンガーデン（旧・パピヨンプラザ）

## 通過する自治体
- 福岡県
  - 福岡市
    - 博多区

## 接続する主な通り
- 国道3号
- 那の津通り
- 吉塚通り
- 妙見通り